# Franz Diebel
Gustav Adolf Franz Diebel (* 18. Mai 1850 in Oßla; † 14. Oktober 1901 in Heinrichshütte) war ein deutscher Hüttenwerksbesitzer und Politiker.

## Leben
Diebel war der Sohn von Gustav Adolf Franz  Diebel aus Oßla. Er war evangelisch-lutherischer Konfession und heiratete 1867 Henriette Caroline Emilie Weber (* 26. Dezember 1853 in Lehesten; † 11. Januar 1934 in Heinrichshütte), die Tochter des Fleischermeisters und Gasthofsbesitzers („Zum weißen Schwan“) Johann Georg Weber in Lehesten.
Diebel war 1875 Forstgehilfe in Oßla. 1878 erwarb er die Heinrichshütte. Nach seinem Tod führten seine Söhne Franz und Fritz Diebel den Betrieb bis 1960 weiter.
Vom 23. Oktober 1892 bis zum 26. September 1901 war er Abgeordneter im Landtag Reuß jüngerer Linie.